# Ташироџима
Ташироџима је мало острво у Ишиномаки, Мијаги у Јапану. Налази се у Тихом океану од полуострва Ошика до западног дела Аџишима. Острво је насељено, иако број становника није велики ( 100 тренутно, док је 1950. било 1000 становника). Острво је постало познато као „Острво мачака” због великог броја уличних маца који расте као резултат веровања да храњење мачака доноси богатство и срећу. На овом острву, мачке су бројније од људи. Нема паса као љубимаца на острву због огромне популације мачака.
Острво је подељено на два села-луке: Одомари и Нитода. Аџишима, суседно острво, је некада припадало граду Ошика, док је Ташироџима била део града Ишиномаки. Ошика се спојила са градом Ишиномаки 01.04.2015. године, тако да данас оба острва припадају Ишиномакију.
С обзиром на то да 83% становништва чине старији грађани, села овог острва се називају „термалним селима" што значи да преко 50% чине људи од преко 65 година старости и управо због овога је преживљавање села угрожено. Већина људи на острву се бави риболовом или гостопримством.
Острво је познато као „манга острво" јер је Шотаро Ишиномори планирао да се пресели овде. Постоје кућице са манга тематиком на острву која подсећа на мачке.

## Историја
Основна школа „Таширо" затворена је 1989. године и претворена у образовни центар. Образовни центар је затворен 2008. године. Острво Манга, туристички објекат, изграђен је 2000. године. Трка од 6 км и 10 км под називом Хиокори Хиотан Ташироџима маратон одржана је 2007. године.
У 2011. години острво је погодио цунами Тохоку. Извештаји преживелих сугеришу велику штету на нека подручја острва, али изгледа да је популација мачака преживела релативно нетакнута.

## Популација мачака
У јапанском касном Едо периоду, велики део острва је гајио свилене бубе за производњу текстила. Становници су држали мачке да би одвојили мишеве од својих драгоцених свилених буба. Током времена ове мачке су остала нестерилисане и наставиле да се размножавају, док се људска популација смањила на мање од 100 становника. Тренутно популација дивљих мачака превазилази број становника у размери 6 према 1 на овом малом јапанском острву.
Међутим, становницима и хиљадама туриста који сваке године посећују Ташироџиму не смета што су мачке бројније. У јапанској култури сматра се да мачке доносе новац и срећу свима којима пређу пут. Неки чак тврде да су мачке биле те које су спречиле уништавање већине острва током Тохоку земљотреса и цунамија у 2011. године.

## Мачји храм
Постоји мали мачји храм, познат као „Неко-јинџа" на средини острва, смештен између ова два села. У прошлости, становници острва су одгајали свилене бубе за свилу, а мачке су чуване како би истребиле мишеве (јер су мишеви природни предатори свилених буба). Риболов уз фиксирану мрежу је био популаран на острву након Едо периода и рибари из других предела би долазили да преноће на острву. Мачке би ишле у крчме у којима су рибари боравили и молиле за остатке хране. Током времена, рибари су заволели мачке и пажљиво би их посматрали, тумачећи њихове поступке и предвиђање временских прогноза и кретање рибе. Једног дана, када су рибари сакупљали камење потребно за коришћење са фиксним мрежама, камен је пао и убио једну мачку. Рибари, којима је било жао због онога што се десило, сахранили су мачку и подигли храм на острву у њену част. 
У префектури Мијаги се налази најмање десет мачјих храмова. На острву се налази и 51 споменик у облику мачке, што је неуобичајено вели број у поређењу са осталим префектурама. Ова светилишта и споменици су смештени у јужном делу острва, поклапајући се са подручјима где су се гајиле свилене бубе.

## Медијска пажња
Један пар се доселио на острво из Сендаија 2004. године и отворио гостионицу за путнике звану Хамаиа. 2006. године започели су блог о острву и његовим становницима. 
Дана 20. маја 2006. године, Тереби Асахи је снимио епизоду у „Јинсеи но Ракуен" (Jinsei no Rakuen) на острву, у којој се помиње велика популација мачака. Филм Фуџија Теребија „Филм Нианко" (Nyanko the Movie), представио је причу о Џеку, мачку са острва. Филм је подељен на делове, а последњи део је објављен у јулу, 2010. године под називом „Нјанко 4. филм" (Nyanko the Movie 4). Сваки део носи нове информације о Џеку. Управо због овога, многи љубитељи мачака су почели да долазе на острво, а постоје и туристички пакети „Тражимо Џека". Сада се на острву одржавају конкурси и изложбе за мачке.
Би-би-си у Великој Британији је 2012. године представио кратку телевизијску серију под називом „Љубимци –Дивљи у срцу", која приказује понашање љубимаца, укључујући мачке са острва.
Ландон Донохо, независни филмски стваралац, је финансирао продукцију документарца под називом ,,Острво мачији рај" 2015. године.

## Локални производи
- остриге
- шкољке

## Приступ
40 минута на линији Ајисхима (трајектом). Ташироџима је удаљена око 15 km од Исхиномака. 